# Psychotria lutea
Psychotria lutea là một loài thực vật có hoa trong họ Thiến thảo. Loài này được (Aubl.) Willd. miêu tả khoa học đầu tiên năm 1798.